# Parque nacional del Sur
El Parque Nacional del Sur (del inglés: Southern National Park), es un área natural protegida en Sudán del Sur, se encuentra localizada al oeste de ese país, ocupa parte de los estados de Bar el Gazal Occidental, Ecuatoria Occidental, Lagos y Warab cerca de la frontera con la República Centroafricana y la República Democrática del Congo. Fue declarado parque nacional en 1939 y cuenta con una extensión de 57.000 km², lo que lo convierte en el más grande del país. 

## Geografía
La altitud del parque varía entre los 400 y 700 m s. n. m. La vegetación predominante es la del bosque de sabana, la mayor parte del parque tiene árboles de hoja caduca, aunque en el norte dominan especies espinosas y hierbas altas. Hay cuatro cursos de agua destacables, los ríos Jur, Sue, Ibba o Tonj y Maridi o Gel. Debido a la presencia de grandes humedales, en 2006 se decidió ampliar la extensión del parque de 23.000 km² a 57.000 km², ello como parte del Convenio de Ramsar que incluye humedales de importancia internacional. El promedio anual de precipitaciones es de uno 2400 mm.

## Especies
Al igual que la mayoría de los parques de Sudán del Sur, los conflictos internos han producido daños considerables a las poblaciones de especies salvajes del parque, sin embargo, aún pueden observarse bubal, búfalos, hipopótamos, jirafas, cobos acuáticos, leones, leopardos, cobos, elefantes, rinocerontes blancos, topis, entre otros.
- Datos: Q3232660